# Popillia djallonensis
Popillia djallonensis är en skalbaggsart som beskrevs av Machatschke 1970. Popillia djallonensis ingår i släktet Popillia och familjen Rutelidae. Inga underarter finns listade i Catalogue of Life.